# Andrea Pignataro
Andrea Pignataro (Bologna, 10 giugno 1970) è un imprenditore italiano attivo nel settore della finanza, residente a Saint Moritz. 
Ex trader a Salomon Brothers, nel 1999 fonda e diviene amministratore delegato del gruppo ION, una conglomerata britannica che ha acquisito aziende di software, dati, analisi e partecipazioni in banche. Negli ultimi anni ha effettuato ulteriori acquisizioni in Italia, aggiudicandosi i software bancari di Cedacri, le informazioni commerciali di Cerved, e quelle di Prelios.
Secondo Forbes, nel 2024 Pignataro è il secondo uomo più ricco d'Italia, con un patrimonio gestito di 35,1 miliardi di dollari. Il quotidiano Il Foglio lo ha definito «il Bloomberg italiano».

## Biografia
Nato a Bologna nel 1970, si è laureato in economia all'Università di Bologna, quindi ha conseguito un PhD in matematica a Londra all'Imperial College. Ha iniziato a lavorare come trader nel 1994 alla Salomon Brothers, all'epoca una importante banca d'affari statunitense che in seguito, alla fine degli anni '90, verrà incorporata da Citigroup.
Nel 1997 Pignataro fonda a Londra ION Investment Group, una società fornitrice di software grazie a una joint venture tra Salomon, che di lì a poco finirà in Citigroup, e List, una società di software con sede a Pisa e specializzata nel trading di titoli di Stato italiani e greci poi acquistata da ION nel 2020.
Nel 2004 ha venduto il 30% della società a TA Associates, partecipazione scesa al 10% nel 2011 e poi ulteriormente scesa al 7% nel 2017 con la sostituzione di TA Associates con Carlyle. La partecipazione di Carlyle è poi stata acquistata da ION nel 2020.
Nel 2021, Pignataro diventa noto alla stampa con due operazioni: investe oltre 3 miliardi per comprare  Cedacri e poi Cerved, aziende di servizi informatici per banche e raccolta dati sui bilanci delle imprese. Holding in seguito investe 1,35 miliardi di euro per il controllo di Prelios (ex Pirelli Reale Estate) acquisendo la società nel luglio 2024.
Pignataro ha comprato negli anni una decina di società, anche al di fuori della finanza, tra cui Macron, un marchio di abbigliamento sportivo italiano. Altri investimenti: il 2% di Mps (50 milioni), il 9,4% della Banca Illimity di Corrado Passera (circa 90 milioni), il 32% della Cassa di Risparmio di Volterra (15 milioni).
La Procura di Bologna ha aperto un fascicolo per evasione fiscale per il mancato pagamento di imposte per circa mezzo miliardo di euro nel decennio 2013-2023, cifra che con gli interessi sale a €1,2 miliardi, successivamente raggiungendo un accordo con l'Agenzia delle Entrate a versare al fisco solo 280 milioni di euro.

## Vita privata
Ha sempre mantenuto un basso profilo, è sposato, è appassionato di vela e possiede, secondo Forbes, una "collezione di ville e hotel di lusso sull'isola di Canouan a Saint Vincent e Grenadine".